# Accent grav
Accentul grav (`) este un semn diacritic folosit în grafierile mai multor limbii contemporane, precum catalană, franceză, italiană, portugheză, macedonean. Deși funcția sa principală este de a marca accentuare neobișnuită, poate să poarte și alte semnificații.
Accentul grav este, din punctul de vedere tipografic, o răsfrângere a accentului ascuțit. 